# راماكريشنا
كان راماكريشنا (فبراير 1836 – 16 أغسطس 1886)، ولد باسم غاداذار تشاتوبادياي ، صوفيًا هنديا مشهورًا في القرن التاسع عشر. وأدى مذهبه الفكري الدسني إلى تشكيل بعثة راماكريشنا (Ramakrishna Mission) على يد تلميذه النجيب سوامي فيفكانادا (Swami Vivekananda) – وكان كلاهما شخصيتين مؤثرتين في النهضة البنغالية فضلاً عن إحياء الهندوسية|النهضة الهندوسية خلال القرن التاسع عشر والقرن العشرين. ويعتقد العديد من تلامذته ومريديه بأنه كان رمزًا أو تجسيدًا للإله. كما يلقبه مريدوه أيضًا بصفته "براماهمسا"، وهو معروف شعبيًا أيضًا بلقب راماكريشنا براماهمسا (Ramkrishna Paramhamsa).
ولد راماكريشنا في عائلة كهنوتية (Brahmin) فايشنافا (Vaishnava) فقيرة في البنغال الريفية. وأصبح كاهنًا في عبد دكشينسور كالي (Dakshineswar Kali Temple)، مكرسًا نفسه لخدمة الإلهة كالي (Kali)، الذي كان له بالغ الأثر في تقاليد بهاكتي (bhakti) البنغالية. كان أكثر المعروفين من بين معلميه الروحيين الأوائل امرأة تدعى بهايرافي برهماني (Bhairavi Brahmani) ماهرة في التانترا (Tantra) وبهاكتي (bhakti) فشنافا. في وقت لاحق، قام زاهد من أتباع مذهب أدفياتا فيدانتا (Advaita Vedantin) بتعليمه التأمل غير المزدوج، ووفقًا لراماكريشنا، فإنه قد خاض تجربة نيرفيكالبا سامادهي (nirvikalpa samadhi) تحت توجيهه. كما جرب راماكريشنا الديانات الأخرى، ولاسيما الإسلام والمسيحية، وقال أنها تؤدي جميعًا إلى إله واحد. وعلى الرغم من أنه ترك التعليم التقليدي، إلا أنه جذب انتباه الطبقة الوسطى، والطبقة المتوسطة العليا والعديد من المفكرين البنغالييين.[بحاجة لمصدر]
وكان لرامكرشنا براماهمسا ستون تلميذًا (عدا فيفكانادا سوامي) أصبحوا رهبانًا لرتبة الرامكرشنا؛ وغالبًا ما يتم اعتبارهم حواريين له. وقد لعب هؤلاء الحوارييون دورًا مهمًا في حركة رامكرشنا فيفكانادا (Ramakrishna-Vivekananda).
حقائق مختلفة من كتاب راجاجوبال تشاكرابارتي، "سوامي فيفكانادا في الهند"، المنشور سنة 1999. صفحة 75: تتكلم عن ليلة عيد الميلاد (Christmas Eve)، 1886، كيف أنهم أوقدوا النار وأخذوا العهود (بدون أسماء). كان هؤلاء هم ناريندرا (Narendra)، وبابورام (Baburam)، وشارات (Sharat)، وطاراق (Tarak)، وكالي (Kali)، ونيرانجان (Niranjan)، وجانجادهار (Gangadhar)، ووسارادا براسانا (Sarada Prasanna). وفي يناير 1887، قاموا بعمل مدرسة فيراجا هوما (Viraja Homa)، (سانياس) التي أصبحت فيفيديشاناندا (Vividishananda) (فيفكانادا سابقًا)، وبراهامندا (Brahmananda)، وبريمانندا (Premananda)، وراماكرشنانادا ()Ramakrishnananda، وسارادناندا (Saradananda)، أبجيداناندا (Abjedananda). وبعد بضعة أيام قاموا بعمل شيفاناندا (Shivananda) وأدفيتاناندا (Advaitananda). عملت اليوغاناندا (Yogananda) هوما (homa) في وقت لاحق من ذلك العام وآخرين في أوقات مختلفة من أعوام لاحقة. ولم يتخذ فيفيكانندا هذا الاسم حتى عام 1893. ويُقال أن اثنين من الإشواراكوتيين لم يكونا رهبانًا وأنهم تزوجوا، وهما بهافاناث (Bhavanath) وبورنا (Purna). كما تزوج أيضًا كلٌ من يوغاناندا (Yogananda) وشيفاناندا (Shivananda) في وقت من الأوقات. احتفظ راماكريشنا بملابس مغرة للرهبان الإثنى عشر، بما في ذلك غوش جيريش. كما أن العديد من الرهبان لم ير رامكريشنا سوى مرات قليلة. وقد مارس فيفكانادا مراسم النار ليلة عيد الميلاد في الخامس والعشرين من ديسمبر، 1886؛ بعد وفاة سري رامكريشنا في 16 أغسطس، 1886.

## وصلات خارجية
- راماكريشنا على موقع الموسوعة البريطانية (الإنجليزية)
- راماكريشنا على موقع ميوزك برينز (الإنجليزية)
- راماكريشنا على مشروع الدليل المفتوح